# Helius fenestratus
Helius fenestratus là một loài ruồi trong họ Limoniidae. Chúng phân bố ở miền Australasia.